# Baltasar Álamos de Barrientos
Baltasar Álamos de Barrientos, né en 1555 à Medina del Campo (Valladolid, Espagne) et mort en 1640 à Madrid, est un humaniste et traducteur espagnol.

## Biographie
Baltasar Álamos de Barrientos naquit en 1555, à Medina del Campo, dans la Vieille-Castille. Ayant eu l’occasion de se faire connaître de Gonçalo Pérez, secrétaire d'État, il se lia bientôt avec son fils, Antonio Pérez, dont l’âge se rapprochait du sien. Álamos, enveloppé dans la disgrâce de Perez, fut mis en prison, et y resta pendant onze ans, quoiqu’on ne pût lui reprocher que son attachement à son malheureux ami. Ce fut pour charmer les ennuis de sa captivité qu’il entreprit la traduction de Tacite. En 1594, il avait terminé celle des Histoires et des Annales. Ant. Covarruvias fut désigné pour l’examiner ; mais le manuscrit, quoique revêtu de l’approbation du censeur, resta dans les bureaux de la chancellerie. Philippe II mourant (1598) ordonna qu’Álamos serait mis en liberté ; mais il défendit en même temps à son successeur de lui confier aucun emploi. Cependant le duc de Lerme ne crut pas contrevenir aux dernières volontés de Philippe en lui fournissant les moyens de vivre avec décence. Álamos ayant alors recouvré le manuscrit de sa traduction de Tacite, revit son premier travail, et le compléta par la traduction de la Germanie et de la Vie d’Agricola. Le succès de cet ouvrage fit la réputation et la fortune de l’auteur. À l’avènement de Philippe IV (1621), il fut nommé fiscal de la maison du roi et de la guerre ; et quelques années après, membre du Conseil des Indes et de celui des domaines de la couronne. Álamos mourut en 1640, âgé d’environ 85 ans.

## Œuvres

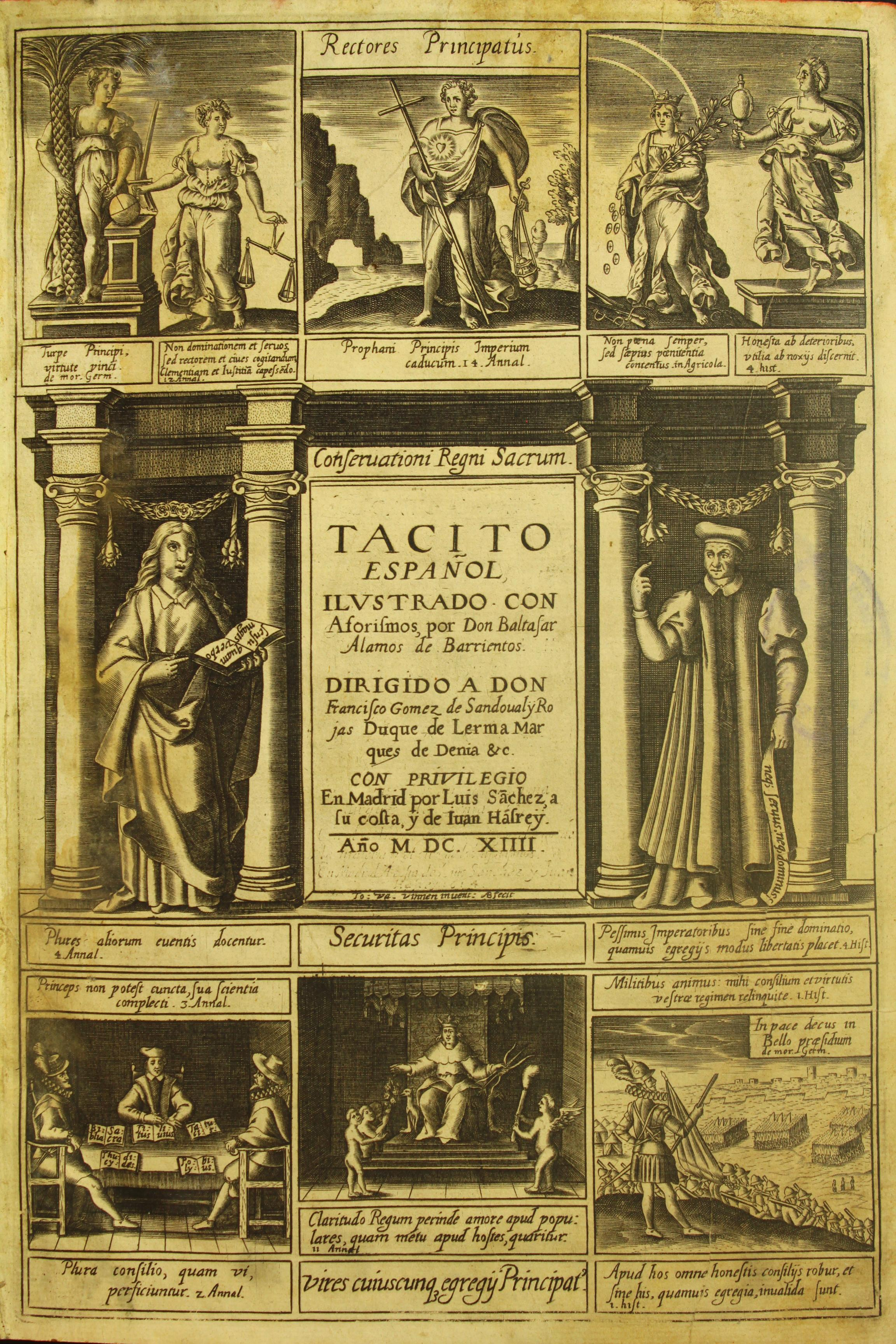
Page de garde du Tácito español ilustrado con aforismos, Madrid, Luis Sánchez, 1614

De ses ouvrages, le seul que l’on connaisse encore est le Tacito español illustrado con Aforismos, Madrid, 1613, in-fol. Cette version de Tacite, la plus complète qu’il y ait en espagnol, passe pour fidèle et bien écrite. Quant aux Aphorismes ou maximes politiques d’Álamos, on peut les mettre à côté de ceux de Louis d’Orléans ou d’Annibale Scoto. Ils ont été réimprimés séparément, Madrid, 1614, in-fol., et Anvers, 1631, in-8°, et trad. en italien par Girolamo Canini, dont la version se trouve à la suite de celle de Tacite, par Adriano Politi, Venise, 1665, in-4°. Álamos laissa plusieurs ouvrages inédits, entre autres : 1° Advertimientos al governo, qu’il offrit au duc de Lerme, au commencement du règne de Philippe III ; 2° El conquistador, hoc est præcepta de expeditionibus in novas orbis plagas, rite justeque conficiendis ; 3° Puntos politicos, o de estado.

## Biographie
- « Álamos de Barrientos (don Balthazar) », dans Louis-Gabriel Michaud, Biographie universelle ancienne et moderne : histoire par ordre alphabétique de la vie publique et privée de tous les hommes avec la collaboration de plus de 300 savants et littérateurs français ou étrangers, 2e édition, 1843-1865 [détail de l’édition]
- Juan Antonio Pellicer, Ensayo de una bibliotheca de traductores españoles, Madrid, 1778, 2e partie, 23-28.